# Team Felt Felbermayr
Team Felt Felbermayr was een Oostenrijkse wielerploeg die werd opgericht in 2004. 

## Geschiedenis
Vanaf 2005 had de ploeg een licentie als continentale wielerploeg en nam deel aan de continentale circuits van de Internationale wielerunie (UCI). Voor het seizoen van 2025 kon de vorige hoofdsponsor de betalingen niet rondkrijgen; een nieuwe sponsor werd niet meer gevonden en zodoende hield de ploeg op te bestaan. In het laatste jaar was de ploeg nog goed voor negen etappezeges en werden er drie eindklassementen gewonnen.

## Bekende oud-renners
Oostenrijkers
- Riccardo Zoidl (2007–2013, 2017-2024)
- Georg Preidler (2010)
- Gerhard Trampusch (2010–2011)
- Lukas Pöstlberger (2011–2013)
- Markus Eibegger (2012–2013)
- Felix Großschartner (2012-2015)
- Sebastian Schönberger (2013-2014, 2024)
- Patrick Konrad (2014)
- Daniel Federspiel (2021–2024)
- Hermann Pernsteiner (2024)

Overig
- Matej Marin (2012–2015)
- Jannik Steimle (2016-2017)
- Georg Zimmermann (2016-2017)
- Michael Kukrle (2023–2024)
- Piotr Brożyna (2024)
- Miguel Heidemann (2024)
- Patryk Stosz (2024)
- Tom Wirtgen (2024)

## Overwinningen
2011
Tobago Cycling Classic: Riccardo Zoidl
5e etappe Ronde van Sibiu: Riccardo Zoidl
2012
2e etappe Istrian Spring Trophy: Markus Eibegger
Eindklassement Istrian Spring Trophy: Markus Eibegger
3e etappe Ronde van Slowakije: Werner Riebenbauer
3e etappe Ronde van Opper-Oostenrijk: Riccardo Zoidl
1e etappe Ronde van Szeklerland: TTT: Eibegger, Großschartner, Marin, Rabitsch, Zoidl
2013
3e etappe Istrian Spring Trophy: Matej Marin
2e etappe Circuit des Ardennes: Riccardo Zoidl
Eindklassement Circuit des Ardennes: Riccardo Zoidl
2e etappe Ronde van Bretagne: Riccardo Zoidl
Eindklassement Ronde van Bretagne: Riccardo Zoidl
Raiffeisen Grand Prix: Riccardo Zoidl
2e etappe Ronde van Opper-Oostenrijk: Riccardo Zoidl
Eindklassement Ronde van Opper-Oostenrijk: Riccardo Zoidl
2e etappe Ronde van Sibiu: Markus Eibegger
Kroatië-Slovenië: Riccardo Zoidl
3e etappe Ronde van Zuid-Bohemen: Matija Kvasina
2014
2e etappe (deel B) Le Triptyque des Monts et Châteaux: Patrick Konrad
Eindklassement Ronde van Rhône-Alpes Isère: Matija Kvasina
Grote Prijs van Sarajevo: Matej Marin
Eindklassement Ronde van Opper-Oostenrijk: Patrick Konrad
2015
GP Laguna Poreč: Michael Gogl
GP Slovenian Istria: Gregor Mühlberger
Trofeo Piva: Felix Großschartner
2e etappe Vredeskoers U23: Gregor Mühlberger
Eindklassement Vredeskoers U23: Gregor Mühlberger
Raiffeisen Grand Prix: Gregor Mühlberger
4e etappe Ronde van Opper-Oostenrijk: Gregor Mühlberger
Eindklassement Ronde van Opper-Oostenrijk: Gregor Mühlberger
2e etappe Giro della Regione Friuli Venezia Giulia: Felix Großschartner
2016
1e etappe Istrian Spring Trophy: Markus Eibegger
Eindklassement Ronde van Azerbeidzjan: Markus Eibegger
1e etappe Ronde van Rhône-Alpes Isère: Daniel Schorn
1e etappe Vredeskoers U23: Daniel Auer
3e etappe Okola Slovenska: Markus Eibegger
4e etappe Okola Slovenska: Stephan Rabitsch
3e etappe Ronde van Opper-Oostenrijk: Markus Eibegger
Eindklassement Ronde van Opper-Oostenrijk: Stephan Rabitsch
Kroatië-Slovenië: Jannik Steimle
2017
1e etappe Le Triptyque des Monts et Châteaux: Daniel Auer
4e etappe Circuit des Ardennes: Riccardo Zoidl
3e etappe Flèche du Sud: Riccardo Zoidl
Eindklassement Flèche du Sud: Matija Kvasina
1e etappe Ronde van Opper-Oostenrijk: Stephan Rabitsch
Eindklassement Ronde van Opper-Oostenrijk: Stephan Rabitsch
2018
GP Adria Mobil: Filippo Fortin
2e etappe Ronde van Rhône-Alpes Isère: Filippo Fortin
3e etappe Ronde van Rhône-Alpes Isère: Stephan Rabitsch
Eindklassement Ronde van Rhône-Alpes Isère: Stephan Rabitsch
2e etappe Flèche du Sud: Filippo Fortin
2e etappe Dwars door Hauts-de-France: Stephan Rabitsch
Eindklassement Dwars door Hauts-de-France: Stephan Rabitsch
2e etappe Szlakiem Walk Majora Hubala
4e etappe Szlakiem Walk Majora Hubala: Filippo Fortin
1e etappe Ronde van Opper-Oostenrijk: Stephan Rabitsch
2e etappe Ronde van Opper-Oostenrijk: Filippo Fortin
3e etappe Ronde van Opper-Oostenrijk: Stephan Rabitsch
Eindklassement Ronde van Opper-Oostenrijk: Stephan Rabitsch
Eindklassement Ronde van Savoie-Mont Blanc: Riccardo Zoidl
2e etappe Ronde van Tsjechië: Riccardo Zoidl
4e etappe Ronde van Tsjechië: Filippo Fortin
Eindklassement Ronde van Tsjechië: Riccardo Zoidl
2019
Eindklassement Ronde van Rhône-Alpes Isère: Matthias Krizek
2020
3e etappe Ronde van Antalya: Riccardo Zoidl
2021
1e etappe Ronde van Opper-Oostenrijk: Daniel Turek
3e etappe Circuit des Ardennes: Daniel Turek
2023
Memoriał Henryka Łasaka: Michael Kukrle
Memoriał Jana Magiery: Michael Kukrle
2e etappe Giro della Regione Friuli Venezia Giulia: Michael Kukrle
2024
2e etappe Ronde van Griekenland: Felix Ritzinger
3e etappe Ronde van Griekenland: Riccardo Zoidl
Eindklassement Ronde van Griekenland: Riccardo Zoidl
2e etappe Ronde van Małopolska: Felix Ritzinger
3e etappe Ronde van Małopolska: Riccardo Zoidl
Eindklassement Ronde van Małopolska: Riccardo Zoidl
1e etappe Ronde van Mauritius: Patryk Stosz
2e etappe Ronde van Mauritius: Piotr Brożyna
3e etappe Ronde van Mauritius: Felix Ritzinger
Eindklassement Ronde van Mauritius: Piotr Brożyna
Courts Mamouth Classique de l'ìle Maurice: Patryk Stosz
1e etappe (deel A) Koers van de Olympische Solidariteit: Patryk Stosz

### Nationale kampioenschappen
2012
 Oostenrijks kampioen tijdrijden, elite: Riccardo Zoidl
2013
 Kroatisch kampioen tijdrijden, elite: Matija Kvasina
 Oostenrijks kampioen op de weg, elite: Riccardo Zoidl
2015
 Kroatisch kampioen tijdrijden: Matija Kvasina
2017
 Kroatisch kampioen tijdrijden: Matija Kvasina